# Arlet

Arlet este o comună în departamentul Haute-Loire, Franța. În 2009 avea o populație de 22 de locuitori.